# Йоганн фон Кільмансегг
Граф Йоганн Адольф Фрідріх Вільям фон Кільмансегг (нім. Johann Adolf Friedrich William Graf von Kielmansegg; 30 грудня 1906, Гофгайсмар — 26 травня 2006, Бонн) — німецький офіцер, оберст Генштабу вермахту, генерал бундесверу.

## Біографія
7 квітня 1926 року вступив у рейхсвер, служив в 16-му кавалерійському полку. 1 березня 1937 року успішно склав іспит на кваліфікацію офіцера Генштабу, тому з 1 жовтня 1937 по 31 липня 1939 року навчався у Берлінській військовій академії, де здобув відповідну освіту. Різко негативно сприйняв справу Бломберга-Фріча (Вернер фон Фріч був його дядьком; після війни Кільмансегг назвав справу інтригою Германа Герінга і Генріха Гіммлера), аншлюс і Судетську кризу. Після закінчення академії призначений в штаб 1-ї танкової дивізії.
Під час Другої світової війни служив у штабах різних формувань. Учасник Польської і Французької кампаній, а також німецько-радянської війни. В 1942-44 роках служив у оперативному відділі ОКВ. 20 липня 1944 року заарештований гестапо як спільник Липневої змови (Кільмансегг ніколи не вважав себе бійцем Опору), проте 23 жовтня звільнений. З 25 листопада 1944 по 16 квітня 1945 року — командир 111-го гренадерського полку 11-ї танкової дивізії. В кінці війни потрапив у британський полон, потім переданий американцям. В травні 1946 року звільнений.
Після звільнення працював водієм на фермі, з лютого 1948 року — журналістом, з 1949 року — клерком видавництва в Гамбурзі. Член Асоціації жертв нацистського режиму. В 1955 році вступив у бундесвер, до 1958 року представляв ФРН у Військовому штабі союзних держав в Європі. З грудня 1958 по 1963 рік (з перервою в 1960 році) — командир 10-ї танково-гренадерської дивізії. З 5 липня 1963 року — головнокомандувач сухопутними військами, з 15 березня 1967 року — всіма військами НАТО у Центральній Європі. 1 квітня 1968 року вийшов у відставку.

## Нагороди
- Медаль «За вислугу років у Вермахті» 4-го і 3-го класу (12 років)
- Залізний хрест 2-го і 1-го класу
- Медаль «За зимову кампанію на Сході 1941/42»
- Орден Корони Румунії, командорський хрест з мечами (січень 1944)
- Орден Святої Корони, командорський хрест з військовою відзнакою і мечами (Угорщина; 1944)
- Премія барона фон Штайна (1965)
- Орден Почесного легіону, командорський хрест (Франція; 1966)
- Орден «За заслуги перед Федеративною Республікою Німеччина», великий хрест із зіркою і плечовою стрічкою (1968)
- Легіон Заслуг (США), командор (1968)

## Вшанування пам'яті
- На честь Кільмансегга названий офіцерський курс «Генерал граф Йоганн Адольф фон Кільмансегг» офіцерського училища Дрездена.

## Галерея

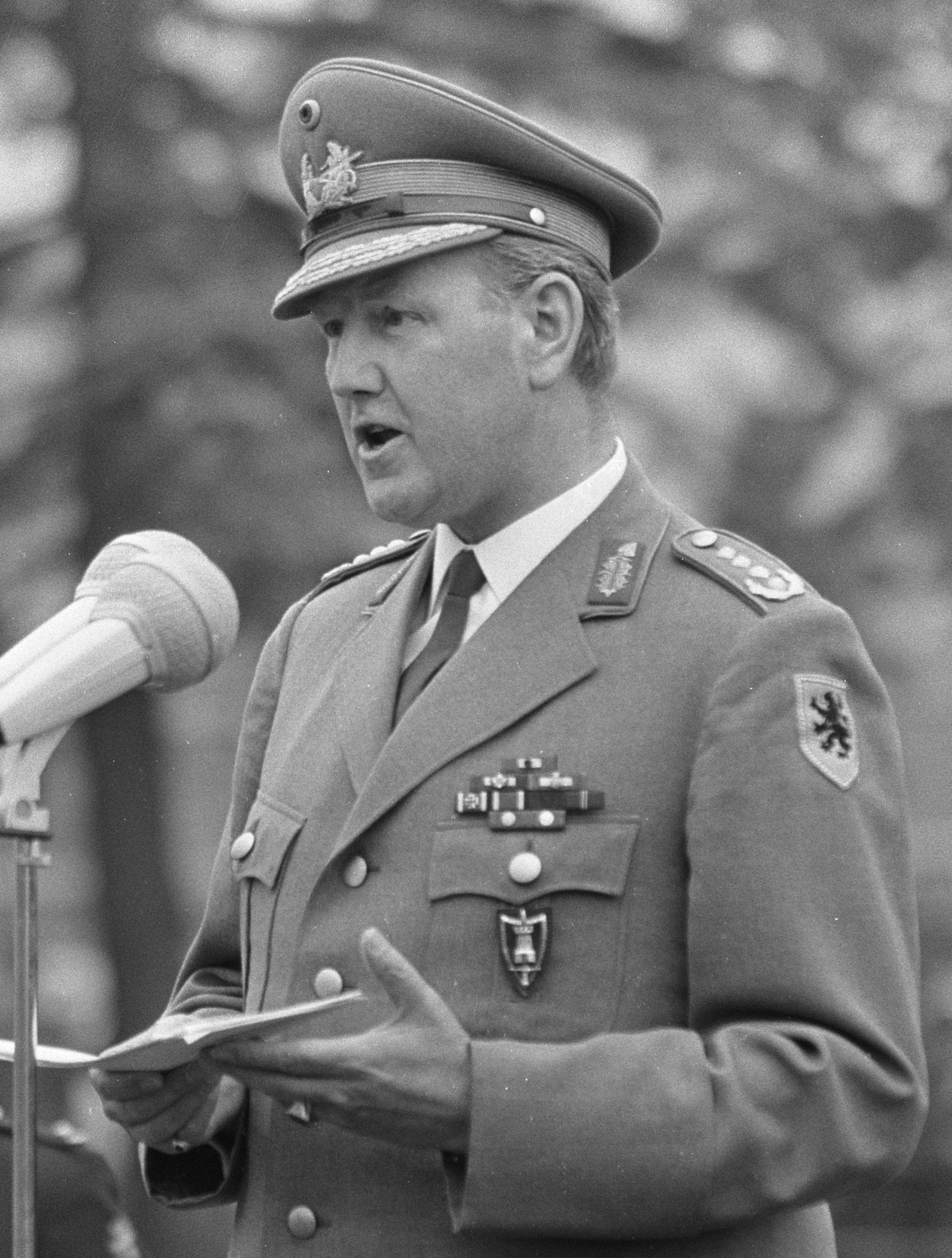
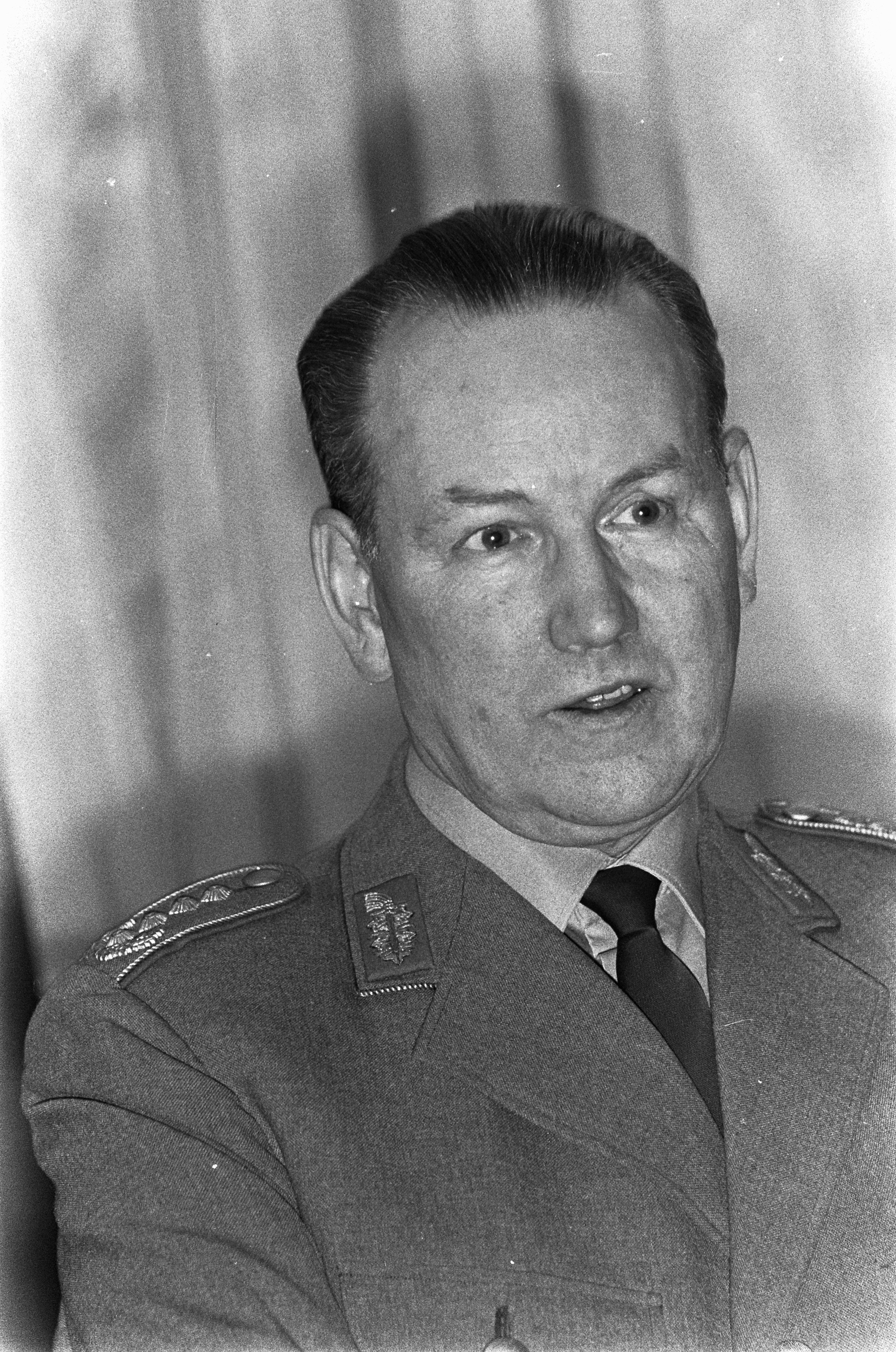
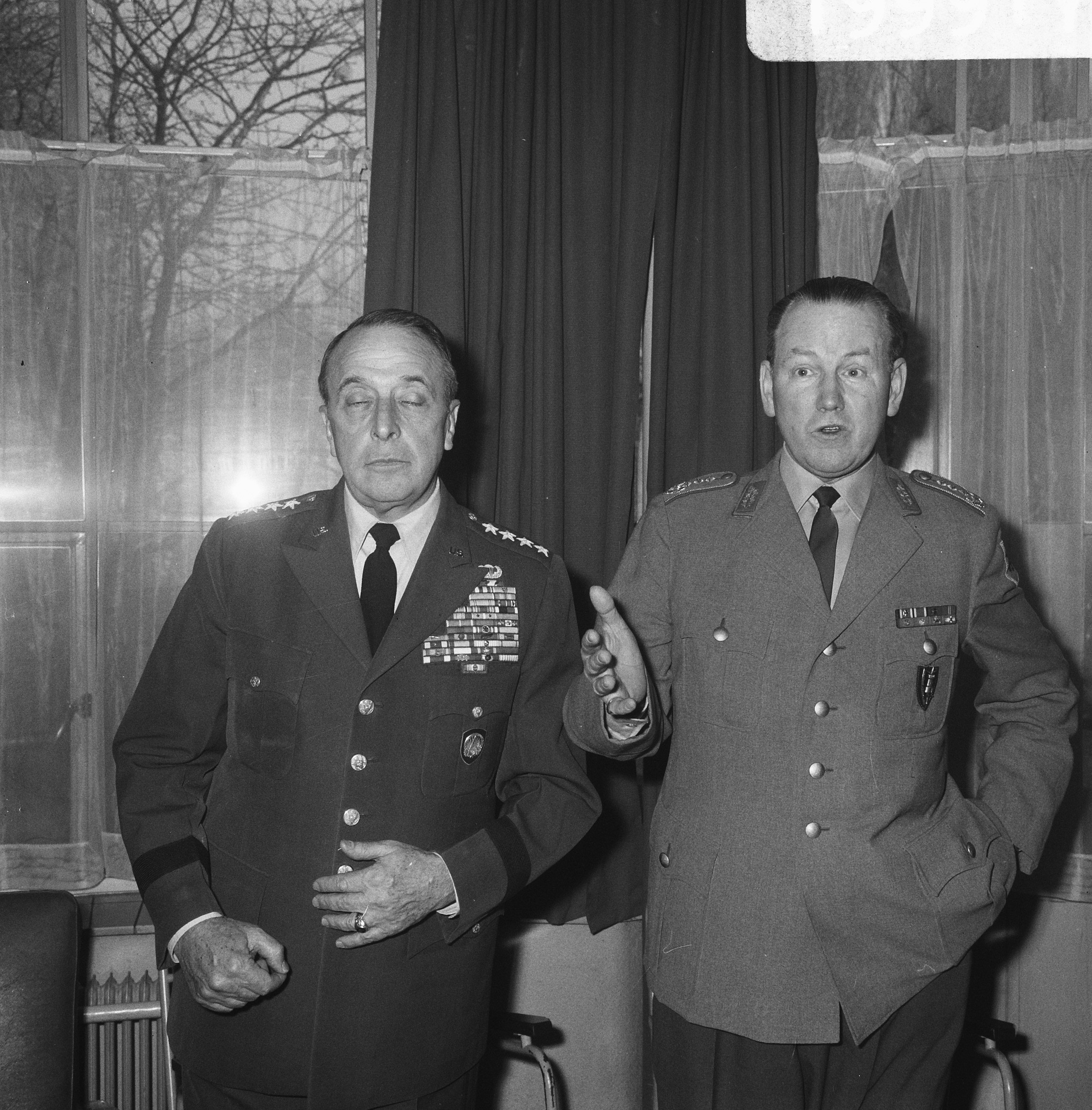
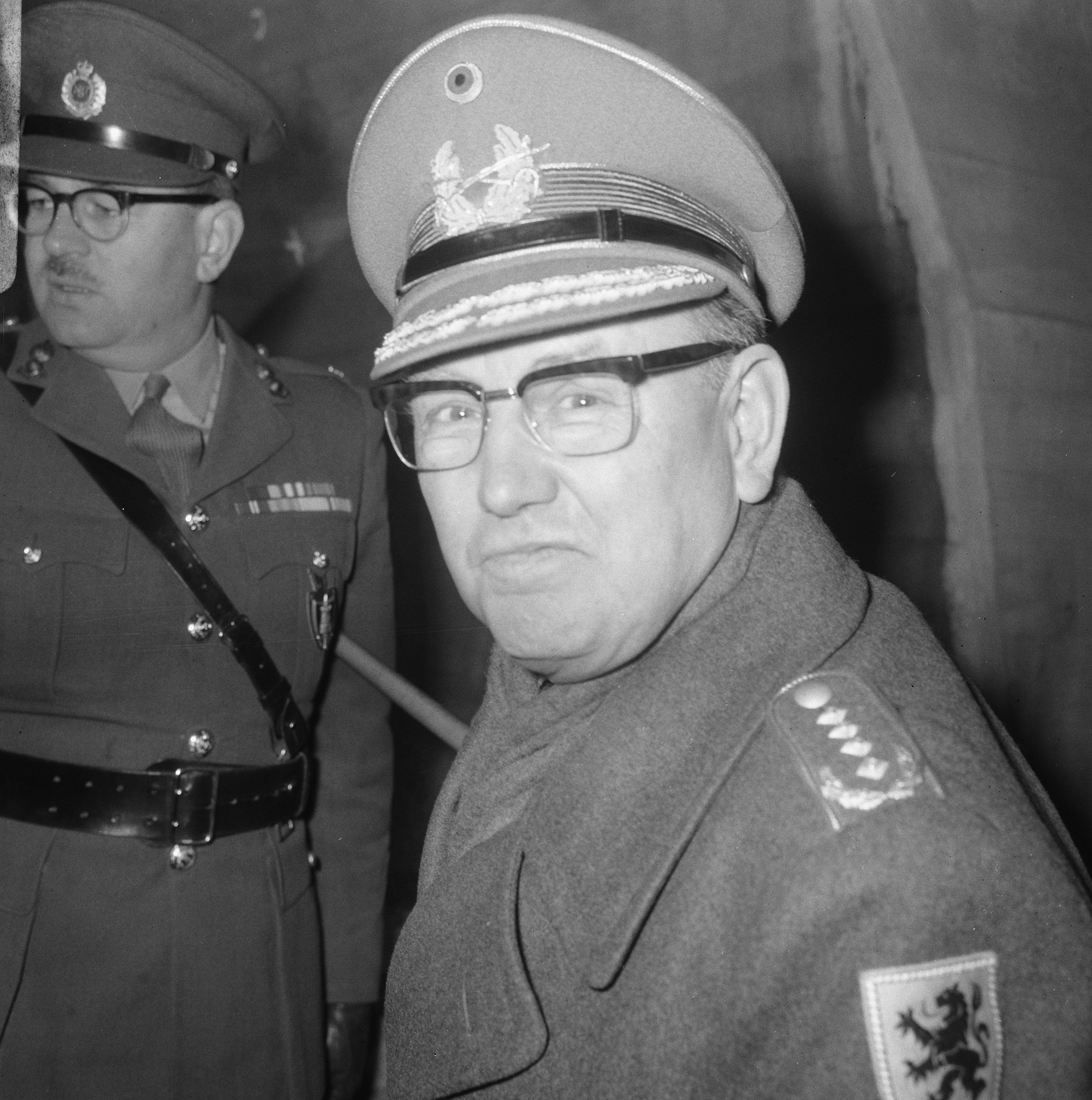
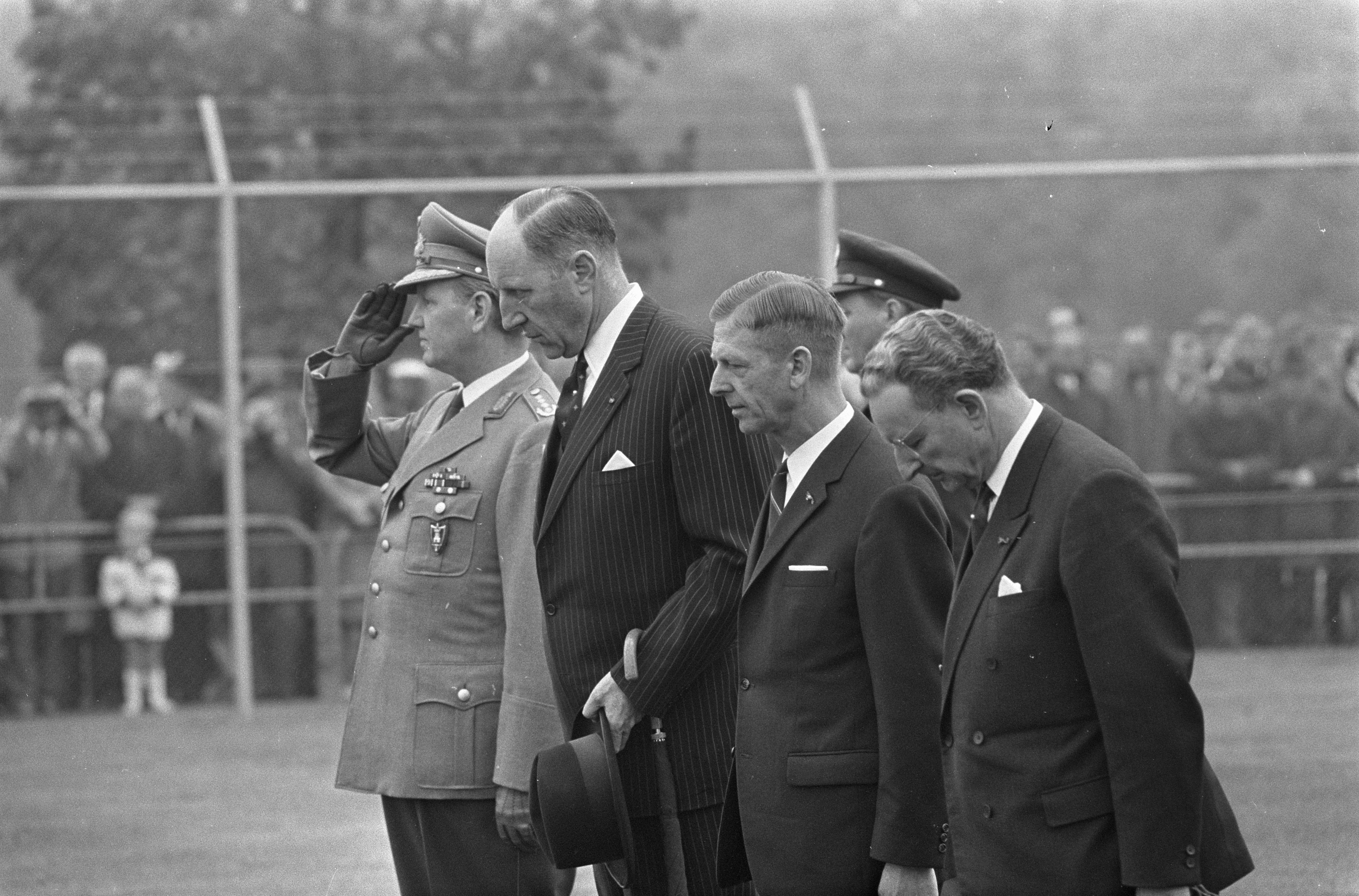